# I'll be back (Da-iCEの曲)
「I'll be back」（アイル・ビー・バック）は、日本のボーイズグループ・Da-iCEの楽曲で、1作目のインディーズ・シングル。CDシングルは、2013年6月5日にインディーズレーベルのOCTAVEからリリースされた。

## 概要
ミニ・アルバム『Da-iCE』から半年後のCDリリースであり、2011年の結成から2年半を経て初のシングル・リリースとなった。表題曲「I'll be back」は、リリース以前からライブでは定番となっていたダンス・チューンである。このシングルのリリースにあたり、花村想太は「『Da-iCEとは？』をテーマに選んだ曲」・「『Da-iCEってこんな音楽でこんなグループなんだ』ということが一発で分かってもらえるような曲になっている」、工藤大輝は「僕らを表している曲だと思うので、1番目のシングルにするならこれでよかった」と述べている。花村はこの曲を「スローな歌い出しから徐々にスピード感が増していき、気付いたら曲が終わっている」と解説している。
CDシングルは、初回限定盤A/B・通常盤の3種形態でリリースされた。初回限定盤AはCDにミュージック・ビデオやライブ映像を収録したDVDが付属、初回限定盤BはCDにTシャツが付属する。通常盤のCDには「I'll be back」の英語詞によるバージョンが追加収録されている。すべてジャケットにDa-iCEのアーティスト写真は使われておらず、「凍った腕時計」をモチーフとしたアートワークである。
「I'll be back」は、テレビ東京『DANCE@TV』2013年5月度のエンディングテーマとして使用された。CDリリース以前にレコチョクの配信による着うたが5月21日付のデイリーチャートで1位を獲得、CDシングルは6月17日付のオリコン週間ランキングで14位を記録した。
Da-iCEは2014年1月リリースの次作「SHOUT IT OUT」でユニバーサルシグマからメジャー・デビューした。「I'll be back」は以降メジャーからリリースされたアルバムには収録されず、2019年リリースのベストアルバム『Da-iCE BEST』にも収録されなかった。2016年12月12日、初期の楽曲を集めた音楽配信による作品集『Da-iCE indies collection』に収録されている。2020年に新録音バージョン「I'll be back 2020」を発表、2021年リリースの6thアルバム『SiX』にボーナス・トラックとして収録された。

## 収録曲

### 初回限定盤
CD
1. 「I'll be back」 – 3:07
  - 作詞: SHIROSE・NIKKI・NOA、作曲: ヒロイズム・SHIROSE・DJ first、編曲: ヒロイズム
2. 「せつなくて」 – 3:15
  - 作詞: SHIROSE、作曲: SHIROSE・sota.h、編曲: SHIROSE・SHIMADA

DVD
1. 「I'll be back (Music Clip)」
2. 「I'll be back (Off Shot)」
3. 「Splash (Live)」
4. 「Umbrella (Live)」

### 通常盤
1. 「I'll be back」
2. 「せつなくて」
3. 「I'll be back -English ver.-」（英語詞: GASHIMA） – 3:05